# San Miguel (Nor Carangas)
San Miguel ist eine Ortschaft im Departamento Oruro im Hochland des südamerikanischen Anden-Staates Bolivien.

## Lage im Nahraum
San Miguel ist zentraler Ort des Cantón San Miguel im Municipio Huayllamarca in der Provinz Nor Carangas. Der Ort liegt in einer Höhe von 3767 m auf einem Plateau am Osthang der Serranía de Huayllamarca, einem etwa 100 km langen Höhenrücken, der sich auf dem Altiplano in nordwestlich-südöstlicher Richtung erstreckt.

## Geographie
San Miguel liegt zwischen den andinen Höhenzügen der Cordillera Oriental im Westen und der Cordillera Occidental im Osten im andinen Trockenklima des Altiplano.
Der mittlere Jahresniederschlag beträgt etwa 330 mm und fällt zu 80 Prozent in den Monaten Dezember bis März (siehe Klimadiagramm Huayllamarca). Die Jahresdurchschnittstemperatur liegt bei knapp 8 °C, die monatlichen Durchschnittswerte schwanken zwischen 4 °C im Juni/Juli und etwa 10 °C von November bis März.

## Verkehrsnetz
San Miguel liegt in einer Entfernung von 91 Straßenkilometern nordwestlich von Oruro, der Hauptstadt des gleichnamigen Departamentos.
Von Oruro aus führt die asphaltierte Nationalstraße Ruta 31 in westlicher Richtung über La Joya und Lajma nach Chuquichambi an der Serranía de Huayllamarca, von dort weiter über Huayllamarca und Totora nach Curahuara de Carangas, wo sie auf die Ruta 4 Richtung Chile trifft. Drei Kilometer vor Chuquichambi zweigt eine unbefestigte Landstraße nach Süden ab und erreicht nach acht Kilometern San Miguel.

## Bevölkerung
Die Einwohnerzahl des Ortes ist in den vergangenen beiden Jahrzehnten um etwa ein Drittel angestiegen:
| Jahr | Einwohner | Quelle       |
| ---- | --------- | ------------ |
| 1992 | 179       | Volkszählung |
| 2001 | 190       | Volkszählung |
| 2012 | 233       | Volkszählung |
| 2024 |           | Volkszählung |

Die überwiegende Bevölkerungsmehrheit der Region gehört dem indigenen Volk der Aymara an, im Municipio Huayllamarca sprechen 96 Prozent der Bevölkerung die Aymara-Sprache.